# Caulophyllum robustum
Caulophyllum robustum là một loài thực vật có hoa trong họ Hoàng mộc. Loài này được Maxim. mô tả khoa học đầu tiên năm 1859.

## Hình ảnh

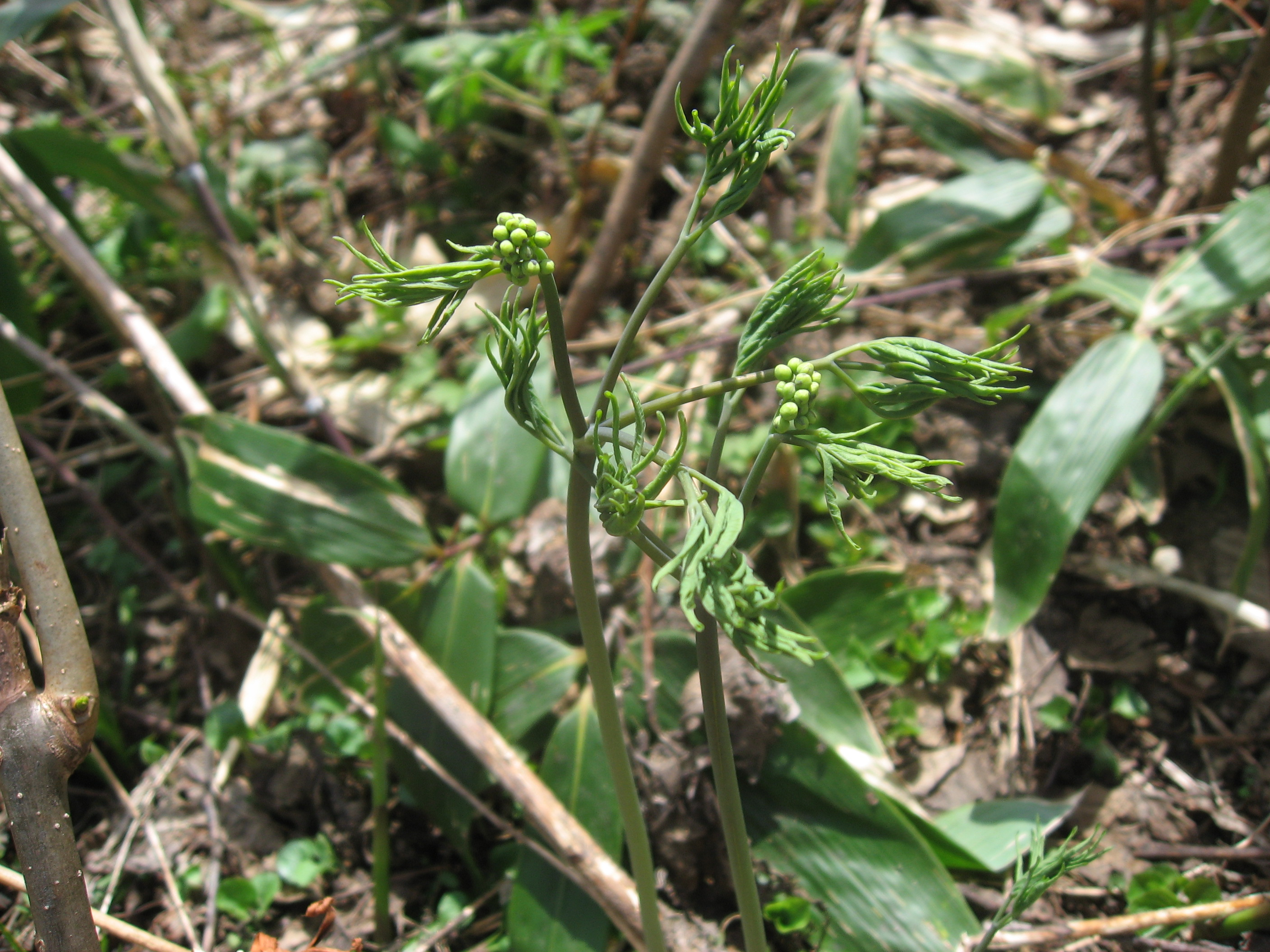
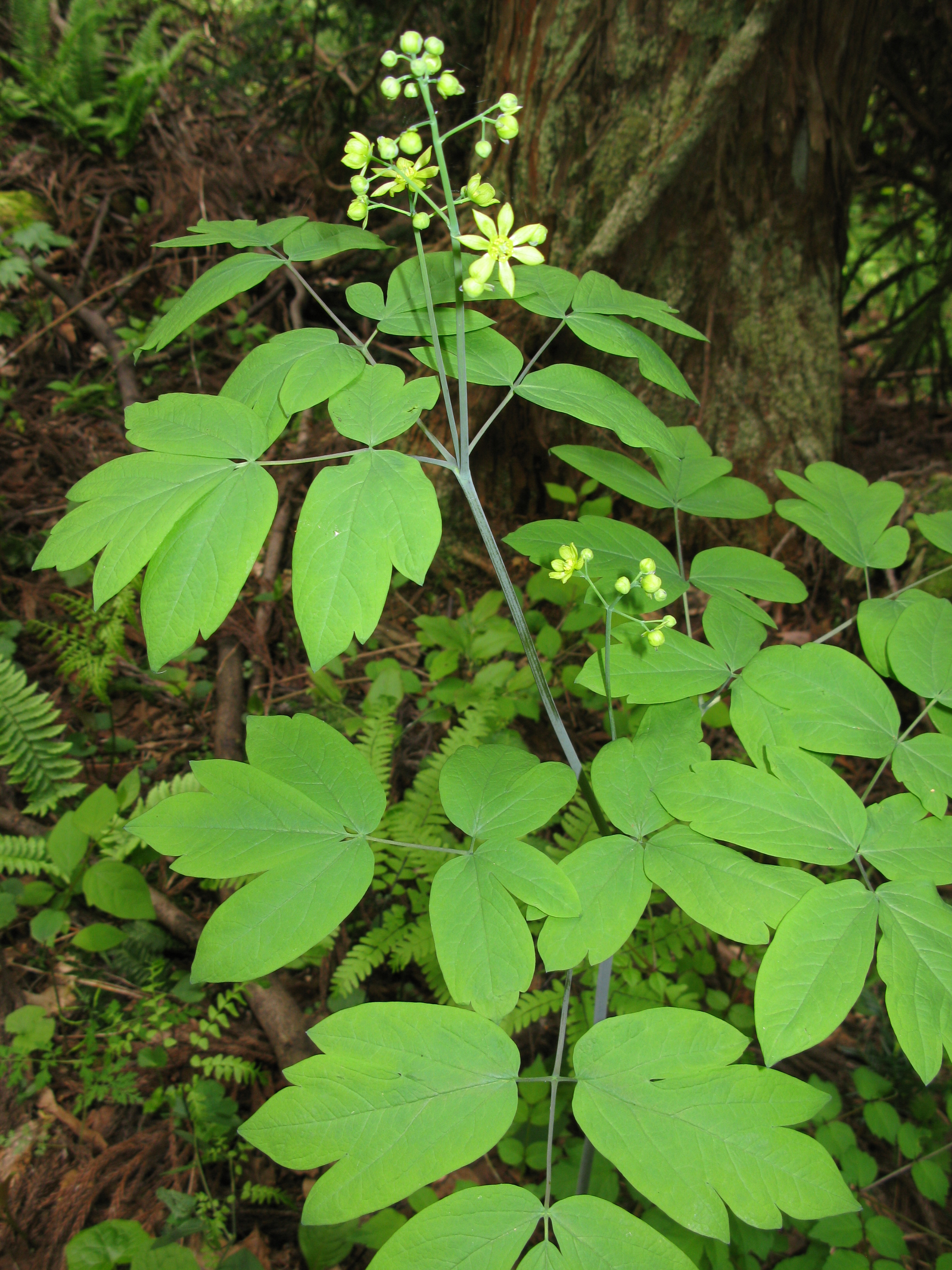
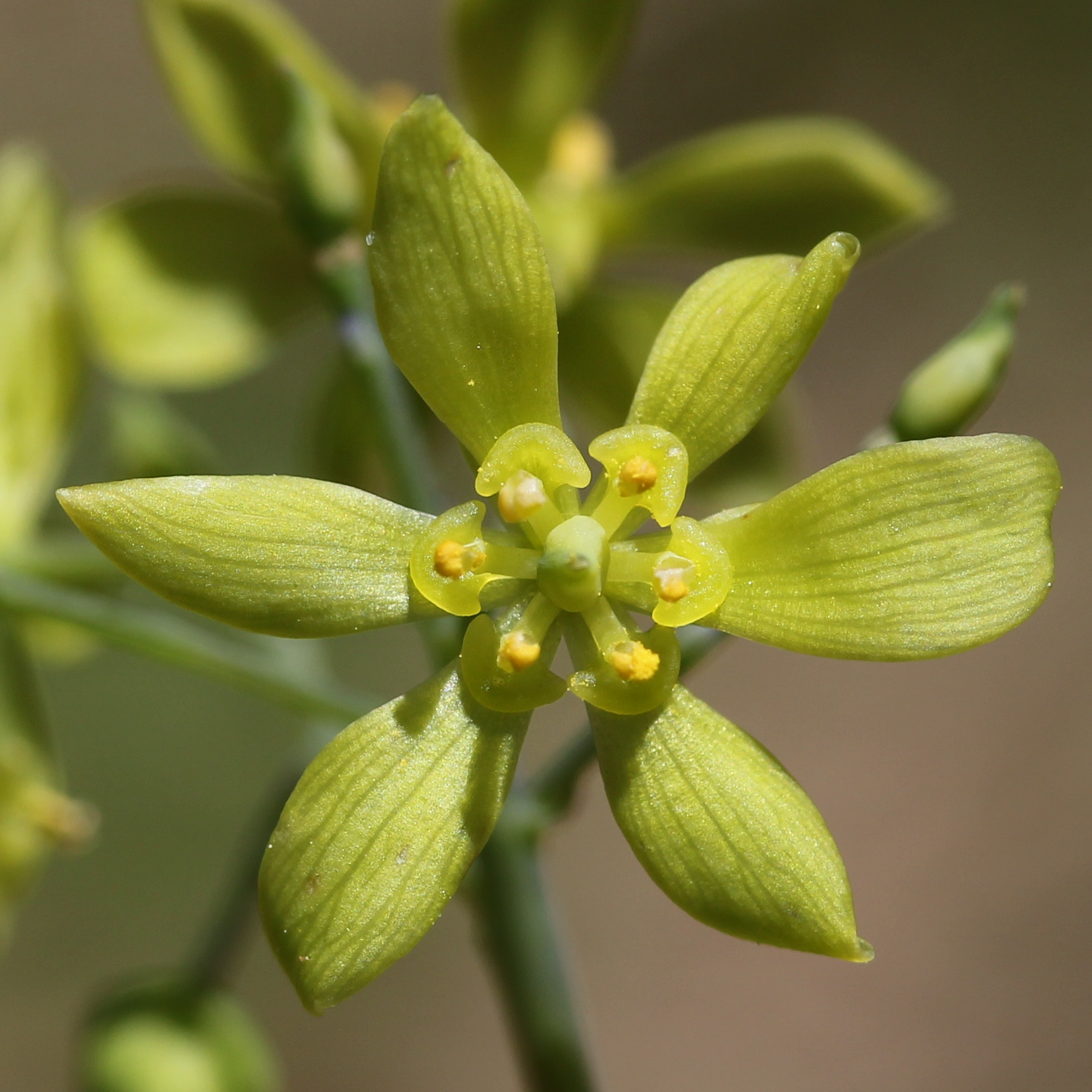
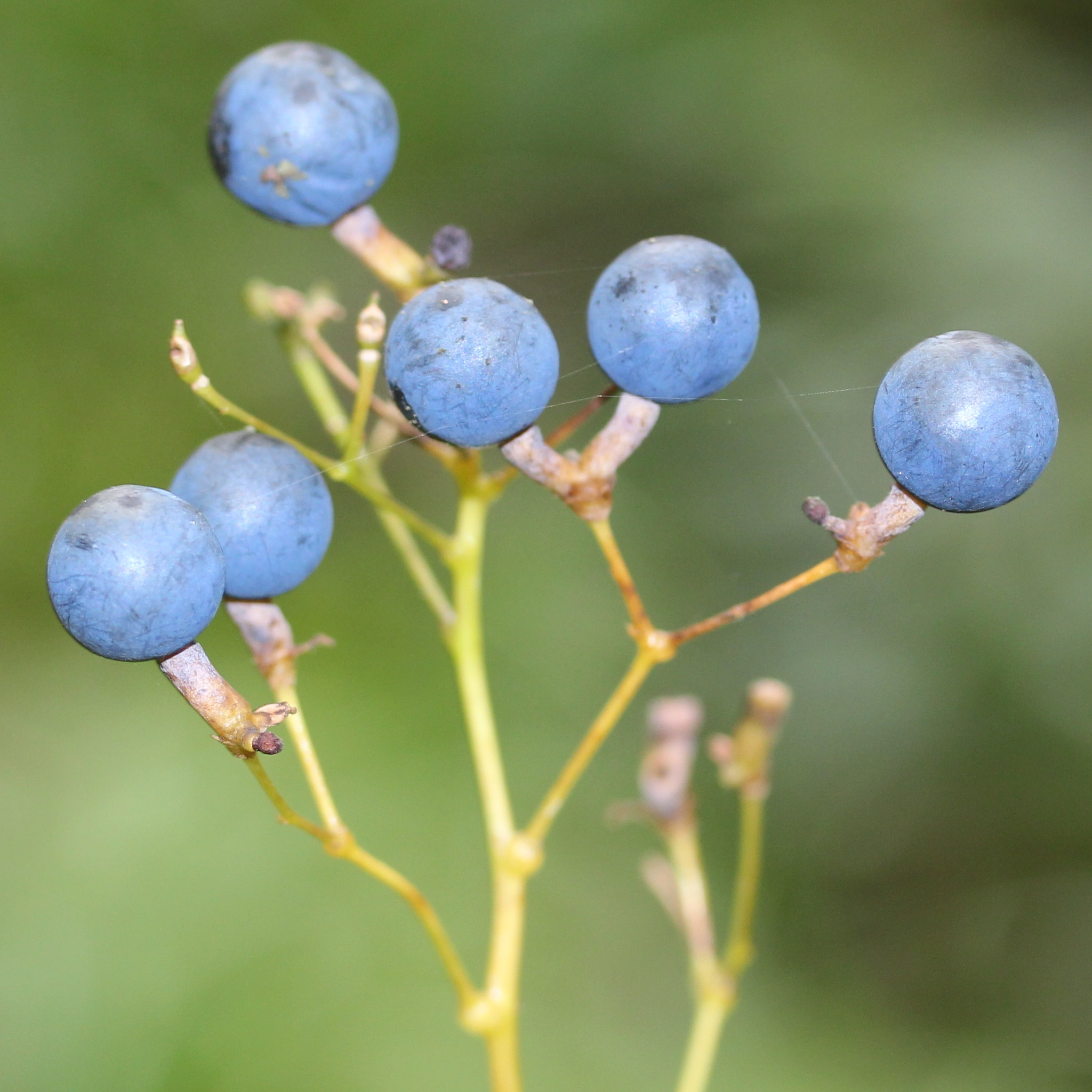